# 퍼트리샤 처칠랜드
퍼트리샤 스미스 처칠랜드(영어: Patricia Smith Churchland, 1943년 7월 16일 ~ )는 캐나다 출신의 미국 분석철학자로 신경철학과 정신철학에 기여한 공로로 유명하다. 철학자 폴 처칠랜드와 결혼하였다. 처칠랜드는 신경과학과 철학 사이의 경계에 초점을 맞추었다. 뇌기능의 본질을 신경과학자들이 더 많이 발견함에 따라 사상, 자유 의지, 의식과 같은 "정신적" 개념을 물리적으로 환원적인 방법으로 수정할 필요가 있을 것이라고 주장하는 제거적 유물론과 연관되어 있다.

## 같이 보기
- 미국 철학
- 제거적 유물론
- 유물론
- 일원론
- 심리철학
- 환원주의
- 과학주의